# Rhinagrion tricolor
Rhinagrion tricolor är en trollsländeart som först beskrevs av Krüger 1898.  Rhinagrion tricolor ingår i släktet Rhinagrion och familjen Megapodagrionidae. IUCN kategoriserar arten globalt som otillräckligt studerad. Inga underarter finns listade i Catalogue of Life.